# Жандармерија (Република Српска)
Жандармерија (од фр. Gendarmerie) унутрашња је организациона јединица у Управи полиције Министарства унутрашњих послова Републике Српске под називом „Јединица жандармерије”.
На њеном челу се налази начелник.

## Дјелокруг
Јединица жандармерије (ЈЖ) извршава сложеније послове и задатке у складу са Уставом и законом у циљу обезбјеђења безбједности грађана, те њихове имовине на подручју Републике Српске. Даје подршку јединицама жандармерије у полицијским управама, руководи јединицама у случајевима када се ангажују двије или више јединица жандармерије у ПУ на територији Републике Српске. Пружа помоћ оперативним управама у сједишту у извршавању њихових задатака, врши послове одржавања ЈРиМ на јавним скуповима са повећаним ризиком и учествују у успостављању ЈРиМ када је он нарушен у већем обиму, подршку редовним полицијским снагама у извођењу полицијских акција са високим ризиком, врши блокаде и претресе терена у циљу проналажења и хватања извршилаца кривичних дјела, проналажења жртава над којима су извршена ова дјела и друге послове и задатке у складу са законом.
Јединица жандармерије — коњица (ЈЖК) извршава послове и задатке употребом службених коња, обезбјеђује јавне скупове повећаног ризика и успоставља јавни ред и мир нарушен у већем обиму, спроводи сложеније асистенције, блокаде и рације, пружа помоћ у ванредним ситуацијама, припрема и израђује анализе, извјештаје и информације, води евиденције, врши полицијске послове када је неопходна употреба службених коња (патролна дјелатност на излетиштима, купалиштима, пјешачким и туристичким зонама и сл.).